# تقييم المناظر الطبيعية

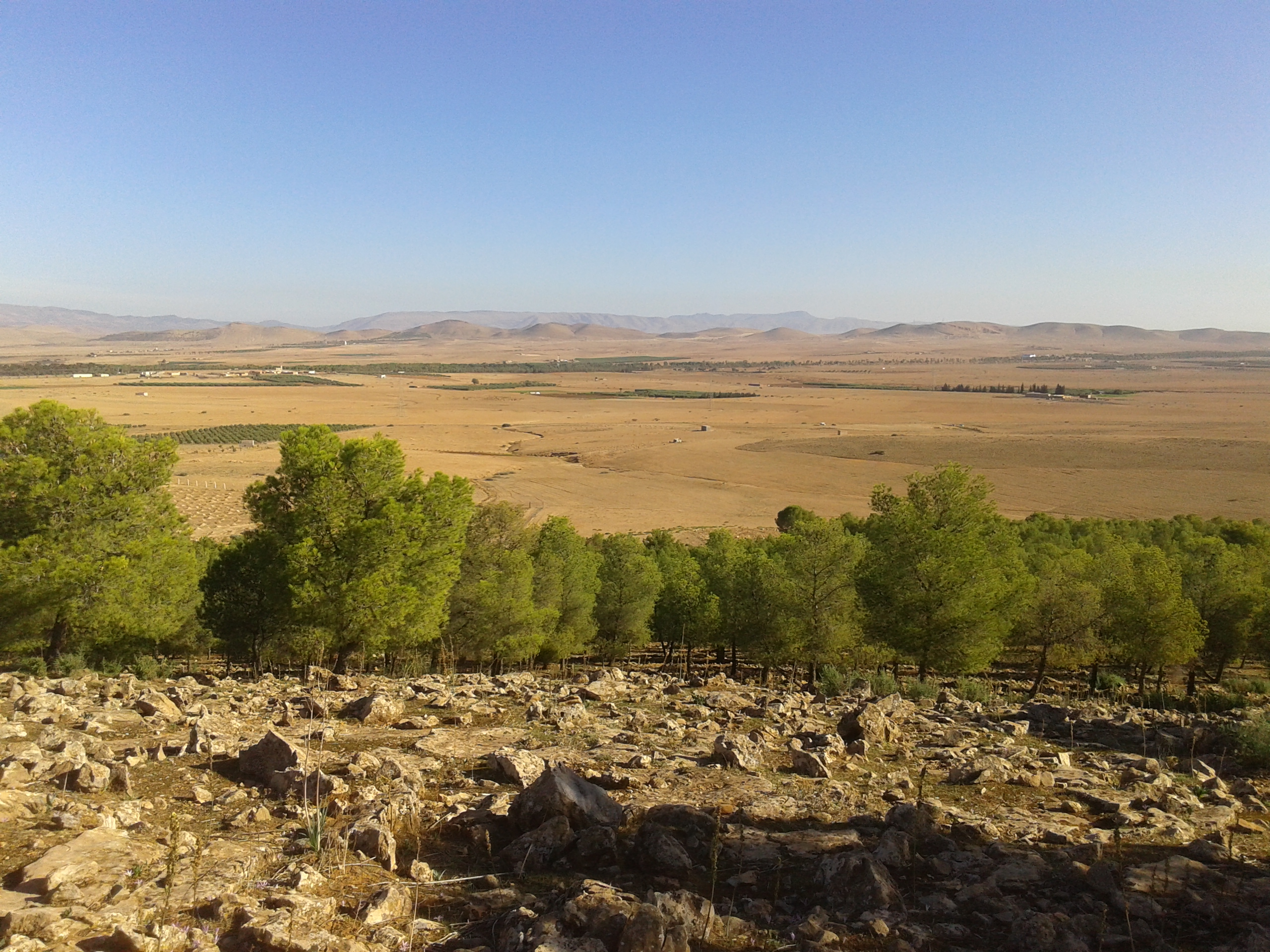
مناظر طبيعية.

تقييم المناظر الطبيعية هو فئة فرعية من تقييم الأثر البيئي المعنية بتقييم جودة المناظر الطبيعية، يتم تقييم جودة المناظر الطبيعية إما كجزء من عملية التخطيط الاستراتيجي أو فيما يتعلق بتطور معين سيؤثر على المناظر الطبيعية، تنقسم هذه الأساليب إلى تقييمات على أساس المنطقة أو تقييمات قائمة على المقترحات، على التوالي، يمكن استخدام مصطلح «تقييم المناظر الطبيعية» للدلالة على التقييم البصري أو تقييم الشخصية، نظرًا لأن تقييمات المناظر الطبيعية تهدف إلى المساعدة في الحفاظ على السلع البيئية وتعزيزها، عادة ما يكون من الضروري الحصول على تقييم جغرافي كامل للمناظر الطبيعية كمرحلة في عملية تقييم التأثير البيئي وتخطيط المناظر الطبيعية، خلال المراحل الأولية للمشروع، مثل اختيار الموقع ومفهوم التصميم، يبدأ مهندس المناظر الطبيعية في تحديد مجالات الفرص أو النكسات التي قد توفر قيودًا، يقوم المهندس المعماري بإعداد خيارات بديلة لمقارنة تقييماتهم وتحديد المقترحات التي تسمح بأقل الآثار السلبية على المناظر الطبيعية، يعمل محترف المناظر الطبيعية مع فريق تصميم لمراجعة التأثيرات المحتملة بينما يقوم الفريق بتطوير اقتراح مستدام، عند تطوير اقتراح تصميم، سيحدد متخصص المناظر الطبيعية ويصف المناظر الطبيعية والتأثيرات المرئية التي قد تحدث ويقترح تدابير التخفيف التي يجب اتخاذها من أجل تقليل الآثار السلبية وتعظيم الفوائد، إن وجدت.

## تقييم تأثير المناظر الطبيعية والبصرية
هذه العملية التي تعمل ضمن الإطار الأكبر لتقييم الأثر البيئي، تسعى جاهدة لضمان أن أي من آثار التغيير يتم أخذها في الاعتبار في عملية صنع القرار للمشروع، من الضروري أن يتم تقييم أي تغيير أو تطوير محتمل للمناظر الطبيعية أو وجهات النظر حول المشروع خلال مرحلة التخطيط والتصميم للمشروع، وبالتالي، يتم تقسيم تقييم المناظر الطبيعية إلى نوعين: التقييم البصري وتقييم الشخصية.

### التقييم البصري (المرئي)
يبحث هذا التقييم في كيف يمكن للتغييرات في المناظر الطبيعية أن تغير طبيعة ومدى التأثيرات والصفات المرئية المتعلقة بالمواقع والمقترحات، وكيف تؤثر على أفراد معينين أو مجموعات من الناس، ثم تقديم إرشادات حول إعداد هذه التقييمات في الإصدار الثالث من المبادئ التوجيهية لتقييم المناظر الطبيعية والأثر البصري التي نشرتها روتليدج نيابة عن معهد المناظر الطبيعية ومعهد الإدارة البيئية 2013.

### تقييم الشخصية (الأفقي)
وهذا يشمل تقييم تأثير التطوير أو الاقتراح على طبيعة المناظر الطبيعية، عادةً ما تكون طبيعة المناظر الطبيعية الناتجة عن مجموعة من الجوانب مثل الجيولوجيا والهيدرولوجيا والتربة والبيئة، أنماط الاستيطان، والتاريخ الثقافي، والخصائص الطبيعية، واستخدام الأراضي، وما إلى ذلك، وحُددت مسبقًا في تقييم شخصية المناظر الطبيعية، كجزء من تقييم تأثير المناظر الطبيعية والبصرية، وهو الفحص الرسمي لكيفية تأثر هذه الشخصية، عادةً من أجل إبلاغ قرارات إدارة التنمية، هذا لأن شخصية المناظر الطبيعية يمكن أن تتأثر بدون تأثير مرئي ملحوظ.

## التقييم على أساس المنطقة
يمكن إكمال هذا التقييم على المستوى الإقليمي وكذلك على نطاق المنطقة أو المدينة أو مستجمعات المياه، تُستخدم هذه العملية لتحديد خط الأساس وتوجيه إدارة المناظر الطبيعية أيضًا، تتكون العملية من ثلاث مراحل: وصف المناظر الطبيعية، توصيف المناظر الطبيعية، وتقييم المناظر الطبيعية.

### وصف المناظر الطبيعية (وصف أفقي)
تتمثل الخطوة الأولى في استكمال التقييم على أساس المنطقة في تجميع البيانات من أجل تحديد مكونات المناظر الطبيعية داخل منطقة المشروع، تتراوح مكونات المناظر الطبيعية من التضاريس، والجيولوجيا، والتربة، والغطاء النباتي، وأنماط الصرف، والتنمية العمرانية، واستخدامات الأراضي، والبنية التحتية، ومواقع التراث إلى المعنى الثقافي، هذه الخطوة في تقييم المناظر الطبيعية ليست خاصة بالموقع، ولكنها بدلاً من ذلك وصف عام للمناظر الطبيعية.

### تقييم الطابع الأفقي (توصيف المناظر الطبيعية)
تشير هذه الخطوة في التقييم إلى عملية تحديد ورسم الخرائط ووصف مناطق أو أنواع سمات المناظر الطبيعية، مناطق طابع المناظر الطبيعية هي مناطق جغرافية مسماة فريدة تتكون من مجموعة من مكونات المناظر الطبيعية الفردية التي تجعل منطقة واحدة مختلفة عن منطقة أخرى والتي يتعرف عليها المجتمع، تعد أنواع أحرف المناظر الطبيعية أكثر عمومية في طبيعتها وتمثل مناطق ذات خصائص مشتركة، يجب أن يبدأ تحديد خصائص المناظر الطبيعية في تحديد حدود المنطقة التي تُقيم.

### تقييم المناظر الطبيعية
الخطوة الأخيرة في التقييم على أساس المنطقة هي عملية التقييم، هذه مرحلة حاسمة في عملية التقييم لأن تقييمات المناظر الطبيعية هي القوة الدافعة وراء تصميم المناظر الطبيعية، التخطيط والإدارة وإدارة التنمية، هنا يجب أن يحدد التقييم المناظر الطبيعية المهمة أو السمات الطبيعية وتعيين تصنيفات وأولويات للميزات التي تتطلب الإدارة.

### عائق
عملية التقييم في التقييم ذاتية وتعتمد على الشخص الذي يكمل التقييم ومدى مشاركة المجتمع أو الإشارة إلى معايير التقييم المناسبة، لذلك يمكن أن تكون التقييمات في بعض الأحيان مثيرة للجدل، لا سيما عندما قد تحد من طموحات التنمية، لذلك يجب دائمًا إكمال التقييم من قبل محترفين مدربين على إصدار أحكام دقيقة للمناظر الطبيعية.

## التقييم بناءً على الاقتراح
يمكن تقييم جودة المناظر الطبيعية فيما يتعلق بالتنمية المحددة التي ستؤثر على المناظر الطبيعية، يتطلب مثل هذا التقييم أن يقوم المحترف بتقديم اقتراح تطوير، يعمل هذا النهج لإكمال التقييم على تحديد التأثيرات المحتملة على قيم المناظر الطبيعية الناتجة عن اقتراح معين، يتم تحليل الاقتراح المحدد لتقييم التأثيرات التي قد يكون لها على المناظر الطبيعية أو طبيعة المناظر الطبيعية، بالإضافة إلى تأثير الاقتراح على تكوين وجهات النظر المتاحة، في التقييم الذي يحركه الاقتراح، يجب أن تتضمن المنطقة المعنية موقع المشروع بالإضافة إلى محيطه المباشر، يجب أن ينتج هذا التقييم وصفًا تفصيليًا لأي تغييرات فيزيائية تطرأ على المناظر الطبيعية، بالإضافة إلى وصف وتحليل التأثير الذي ستحدثه هذه التغييرات، يجب أن تقيم هذه العملية الأهمية الشخصية والمناظر الطبيعية والراحة البصرية، في النهاية يكون هذا النهج فعالا إذا، وفقط عندما يتم تحديد التدابير التي يمكن أن تخفف من تأثير اقتراح تطوير معين.

## وصلات خارجية
- GLVIA 3rd ed. 2013
- UK Landscape Character Network (includes directory of Landscape Character assessments available in the UK)
- UK Countryside Agency information on Landscape Character Assessment
- An Approach to Landscape Character Assessment 2014
- Post-Graduate International Workshop on Landscape Quality Assessment and Spatial Planning Exploring Significance Interfaces